# Ribnik (BiH)
Ribnik je općina u Republici Srpskoj na sjeverozapadu BiH u blizini Banje Luke. Općinsko središte je Gornji Ribnik.

## Zemljopis
Općina s najvećim šumskim fondom u RS.
Područje Ribnika je pogodno za lov i ribolov. Ribniku ima i dosta špilja i najveća od njih nosi naziv Ledana. Većina natjecanja u ribolovu u Republici Srpskoj održava se na rijeci Ribnik koja protječe kroz istoimeno mjesto.

## Povijest
Prvi je put dobila općinski status 1918., u vrijeme kraljevine SHS, dok je prije rata u BiH bila u sastavu općine Ključ. Sada se sastoji od 4 mjesne zajednice: Sitnica, Previja, Ribnik i Vrbljani.
Dio je Ključa koji je potpao pod Republiku Srpsku te mu je promijenjeno ime u Srpski Ključ, a nakon odluka Ustavnog suda u BiH u ime Ribnik.

## Stanovništvo
| Stanovništvo općine Ribnik |                |
| godina popisa              | 2013.          |
| Srbi                       | 6.018 (99,50%) |
| Hrvati                     | 11 (0,18%)     |
| Bošnjaci                   | 0              |
| ostali i nepoznato         | 19 (0,31%)     |
| ukupno                     | 6.048          |

## Naseljena mjesta
Općinu Ribnik sačinjavaju sljedeća naseljena mjesta:
Busije, 
Crkveno, 
Čađavica, 
Donja Previja, 
Donja Slatina,
Donje Ratkovo, 
Donje Sokolovo, 
Donji Ribnik, 
Donji Vrbljani, 
Dragoraj, 
Dubočani,
Gornja Previja,
Gornja Slatina, 
Gornje Ratkovo,
Gornje Sokolovo,
Gornji Ribnik, 
Gornji Vrbljani, 
Hasići, 
Jarice, 
Ljubine, 
Rastoka, 
Sitnica, 
Sredice, 
Stražice, 
Treskavac, 
Velečevo,
Velijašnica, 
Velije i
Zableće.
Navedena naseljena mjesta su do potpisivanja Daytonskog mirovnog sporazuma bila u sastavu općine Ključ koja je ušla u sastav Federacije BiH.

## Gospodarstvo
Šumsko gospodarstvo Ribnik, i velik broj mini-pilana.

## Poznate osobe
- Uroš Drenović, četnički vojvoda
- Jovan Perišić, glazbenik iz Vrbljana.

## Obrazovanje
Postoje osnovne škole na razini mjesnih zajednica, a postoji i Srednjoškolski centar »Lazar Đukić«

## Vanjske poveznice
- Općina Ribnik  Arhivirana inačica izvorne stranice od 16. srpnja 2015. (Wayback Machine)
- Ribnik Fly Fish